# Независимые олимпийские атлеты на летних Олимпийских играх 2012
Независимые олимпийские атлеты (IOA) на летних Олимпийских играх 2012 представлены 4 спортсменами в 3 видах спорта.
3 спортсмена представляют Кюрасао и один — Южный Судан. Так как это новые государственные образования, в них к началу летних Олимпийских игр 2012 не было собственных Национальных олимпийских комитетов, и спортсменам пришлось выступать самостоятельно под олимпийским флагом. Спортсмены от Кюрасао квалифицировались на Олимпийские игры ещё под флагом Нидерландских Антильских островов, распущенных в 2010 году, и в состав которых входил Кюрасао.

## Результаты соревнований

### Лёгкая атлетика
Спортсменов — 2
Мужчины
- Лимарвин Боневасиа
- Гуор Мариал

### Дзюдо
Спортсменов — 1
Мужчины
- Реджинальд де Виндт

### Парусный спорт
Спортсменов — 1
Женщины
- Филиппина ван Аанхольт